# Orientation sexuelle et identité de genre aux Nations unies
Pour un article plus général, voir Droits LGBT dans le monde.
L'orientation sexuelle et l'identité de genre sont des notions récemment abordées dans le cadre des Nations unies.
La Déclaration universelle des droits de l'homme adoptée en 1948 ne fait aucune mention de l'orientation sexuelle et, aujourd'hui, 88 États pénalisent les relations homosexuelles dont neuf par la peine de mort. 
En 2008, une déclaration relative à l'orientation sexuelle et l'identité de genre a été présentée à l'Assemblée générale des Nations unies et signé par 66 États. 57 États ont approuvé une contre-déclaration. En 2011, le Conseil des droits de l'homme des Nations unies a pour la première fois adopté une résolution sur les droits des personnes LGBT.

## Déclaration des Nations unies relative à l’orientation sexuelle et l’identité de genre

Les signataires de la déclaration sur l'orientation sexuelle et l'identité de genre sont en bleu, les signataires de la contre-déclaration sont en rouge (données avril 2013).

Le 17 novembre 2006, le comité IDAHO et son président Louis-Georges Tin lancent une pétition internationale « Pour une dépénalisation universelle de l’homosexualité ».
La pétition est soutenue par des associations et personnalités internationales dont des prix Nobel.
Cet appel est repris en 2008 par Rama Yade, ministre française des droits de l'homme, qui annonce que la France proposera à l'Assemblée générale des Nations unies de se prononcer sur la question.
Un texte est déposé par la France et les Pays-Bas à l'Assemblée générale. Au départ rédigé comme un projet de résolution, le texte prend la forme d'une déclaration d'un groupe d'États car trop peu de délégations soutiennent le projet pour qu'il soit adopté.
La déclaration est lue à l'Assemblée par l'ambassadeur de l'Argentine et est approuvée par 57 États.
Elle affirme « le principe de non-discrimination qui exige que les droits de l'homme s'appliquent de la même manière à chaque être humain, indépendamment de l'orientation sexuelle ou de l'identité de genre » et « condamne les violations des droits de l'homme fondées sur l'orientation sexuelle ou l'identité de genre, où qu'elles soient commises ». 
Cette déclaration, sans valeur contraignante, est le premier texte concernant les droits des personnes LGBT à être abordé aux Nations unies.

## Résolution du Conseil des droits de l'homme des Nations unies

### Création
Le 22 mars 2011, une déclaration est signée par 85 États demandant la fin des violences relatives à l'orientation sexuelle ou l'identité de genre.
Le 17 juin 2011, l'Afrique du Sud propose au Conseil des droits de l'homme des Nations unies une résolution demandant au Haut-Commissaire aux droits de l'homme de rédiger un rapport sur la situation des citoyens LGBT dans le monde.

### Adoption
Cette résolution est adoptée par 23 voix contre 19 : il s'agit du premier texte officiellement adopté dans un organe des Nations unies concernant les droits des personnes LGBT. 

### Contenu
Le rapport, publié le 17 novembre 2011, liste les violations des droits des LGBT, notamment les crimes de haine, la pénalisation de l'homosexualité et les discriminations.

### Appel
Le Haut-Commissaire Navi Pillay appelle à cette occasion à l'abrogation des lois criminalisant l'homosexualité.

## Conséquences

### Critiques
Alors que la déclaration des Nations unies relative à l’orientation sexuelle et l’identité de genre est présentée à l'Assemblée générale des Nations unies en 2008, elle est critiquée par certains États.
L'observateur permanent du Saint-Siège aux Nations unies Celestino Migliore déclare notamment « les catégories "orientation sexuelle" et "identité de genre" utilisées dans le texte n'ont aucune reconnaissance ou définition claire en droit international.
Si elles doivent être prises en considération dans la proclamation et l'application de droits fondamentaux, cela créerait une sérieuse ambiguïté en droit et mettrait en cause la capacité des États à adhérer ou appliquer de nouvelles ou existantes conventions sur les droits humains. »

### Rejet
La déclaration est également refusée par les États-Unis
Et elle est également refusée par la Russie, la Chine et l'Organisation de la coopération islamique. 

### Contre-déclaration de 2008
Une contre-déclaration est déposée devant l'Assemblée générale par la Syrie.
Elle déclare que la déclaration sur l'orientation sexuelle et l'identité de genre menace le cadre légal des droits humains et pourrait conduire à « la normalisation sociale et potentiellement la légitimation d'actes déplorables, incluant la pédophilie. »
Cette contre-déclaration est adoptée par 57 États.

## Résolution du conseil des droits de l'homme des Nations unies de 2017

### Proposition
Le 29 septembre 2017 le Conseil des droits de l'homme des Nations unies adopte la résolution HRC/36/L.6 qui condamne le recours à la peine de mort pour punir les relations sexuelles entre personnes consentantes du même sexe.
La résolution a été proposée conjointement par la Belgique, le Bénin, le Costa Rica, la France, le Mexique, la Moldavie, la Mongolie et la Suisse.

### Résultats
Elle a été adoptée par 27 voix contre 13.
Parmi les pays qui ont voté contre la résolution se trouvent notamment les États-Unis, l’Arabie saoudite et l’Irak.